# 甘河
甘河（鄂伦春语：Gaan dɔɔn）是中国内蒙古自治区东北部和黑龙江省的一条河流，是嫩江右岸的一条重要支流。
发源于内蒙古呼伦贝尔市鄂伦春自治旗甘河镇甘源村以北大兴安岭雉鸡场山西麓，蜿蜒向东南流经鄂伦春自治旗县城、大兴安岭地区加格达奇区和莫力达瓦达斡尔族自治旗东北部等地区，于莫力达瓦额尔和乡东南汇入嫩江。河长501千米，流域面积1.967万平方千米，河道平均比降1.85‰，年均径流量40.7亿立方米。主要支流有克一河、阿里河、奎勒河等，源头处还有支流乌里特河。